# Exercices de conversation et de diction française pour étudiants américains
Exercices de conversation et de diction françaises pour étudiants américains est une pièce de théâtre, comédie, composée de trente sketchs, écrite par Eugène Ionesco en 1964.
Les textes sont des distorsions de dialogues ou de monologues issus de manuels de langues étrangères telles que la Méthode Assimil qui avait été aussi à l'origine de La Cantatrice chauve.

## Personnages
- Jean-Marie : étudiant.
- Marie-Jeanne : étudiante.
- Thomas : étudiant.
- Audrey : étudiante.
- Philippe : professeur.
- Dick : professeur.
- Le gardien (de l'hôpital)
- Le client.
- L'employé (d'une agence de voyages)
- La femme.
- Le juge.
- Le contrôleur.
- Jean.
- Jeanne.
- Le journaliste.
- Le maire.
- Le centenaire.
- Le monsieur.
- La Dame.
- 1er chauffeur.
- 2e chauffeur.
- Le boulanger.
- Le boucher.
- Le charcutier.
- Le pharmacien.
- Le melon.
- La boulangère.
- Le client.
- La cliente.
- Le docteur.
- Le vétérinaire.
- Jean.
- Gaston.
- Le garçon (du restaurant à Paris).
- Quelques enfants en nombre indéterminé et des monologues sans personnages.

## Argument
Les quatre étudiants et les deux professeurs Philippe et Dick partagent ensemble un temps universitaire peu déterminé qui commence avec les salutations avant l'entrée en salle   et la première heure de cours. Puis les étudiants accompagnés d'un professeur se rendent à l'hôpital au chevet de « Mlle Marie-Jeanne qui s'est évanouie à la fin de la première leçon de français ». (p. 272). Le gardien leur indique un chemin tellement compliqué qu'ils ne réussissent pas à trouver Marie-Jeanne. Ils reviennent le lendemain ils ne trouvent pas le docteur mais ils rencontrent une quantité d'objets dont ils apprennent les noms. Enfin ils trouvent Marie- Jeanne qui leur dit « je ne suis pas, Marie-Jeanne, je ne suis pas là. J'ai quitté l'hôpital il y a quinze jours (ou depuis quinze jours) ». (p. 278) 
À partir du sketch Agence de voyage (p. 298) les quatre étudiants et les deux professeurs disparaissent à peu près de la scène et l'on se trouve en face de mises en situations propices à progresser dans l'usage quotidien d'une langue, par exemple : Au tribunal (p. 303), Jeux d'enfants (p. 308), Au marché (p. 321), Chez la boulangère (p. 323) , etc. D'autres sketchs proposent des thèmes d'études de particularités de la langue française comme : Imparfait et passé composé Récit (p. 301), Depuis (p. 305), Si (p. 312), Leçon de politesse (p. 316), etc.
Vers la fin de la pièce, au 21e sketch on retrouve les élèves Marie-Jeanne, Jean-Marie et Dick, le professeur. Dick tout d'un coup interpelle l'auteur : « Cher monsieur Ionesco, si vous ne faisiez pas dire des choses stupides, vous écririez des choses plus faciles à faire apprendre aux élèves américains » (p. 313).

## Représentations
La pièce a été jouée notamment en 1979 dans une mise en scène de Claude Confortès, en 2006 dans une mise en scène d'Emmanuel Demarcy-Mota et en 2011 dans une mise en scène Émilie Chevrillon.